# Gordiano
Gordiano  è un nome proprio di persona italiano maschile.

## Varianti
- Femminili: Gordiana[1]

### Varianti in altre lingue
- Latino: Gordianus[2]
- Russo: Гордиан (Gordian)

## Origine e diffusione
Deriva dal cognomen romano di età imperiale Gordianus, che significa "proveniente da Gordium" (o Gordus), antica capitale della Frigia. La città prendeva il nome dal suo mitico primo re Gordio, un semplice contadino che il destino volle entrasse per primo con il suo carro nella nuova città, compiendo così la profezia dell'oracolo di Telmesso. Il carro, divenuto simbolo del potere regale e politico dei successivi re di Frigia, fu legato ad un palo con il nodo gordiano, un nodo molto ingegnoso impossibile da scogliere, finché non fu reciso di netto con la spada dal futuro imperatore Alessandro Magno. 
Il nome Gordiano venne portato da tre imperatori romani. Non va confuso coi nomi Gordon e Gordan, a cui non è correlato.
La sua diffusione è limitata all'Italia centrale e riflette il culto di san Gordiano, un martire romano dei tempi di Diocleziano.

## Onomastico
L'onomastico si può festeggiare il 10 maggio in memoria di san Gordiano, martire a Roma; con questo nome si ricorda anche san Gordiano, martire sotto Licinio con Stratone, Valerio e Macrobio a Costanza, commemorato il 15 settembre (precedentemente il 17).

## Persone

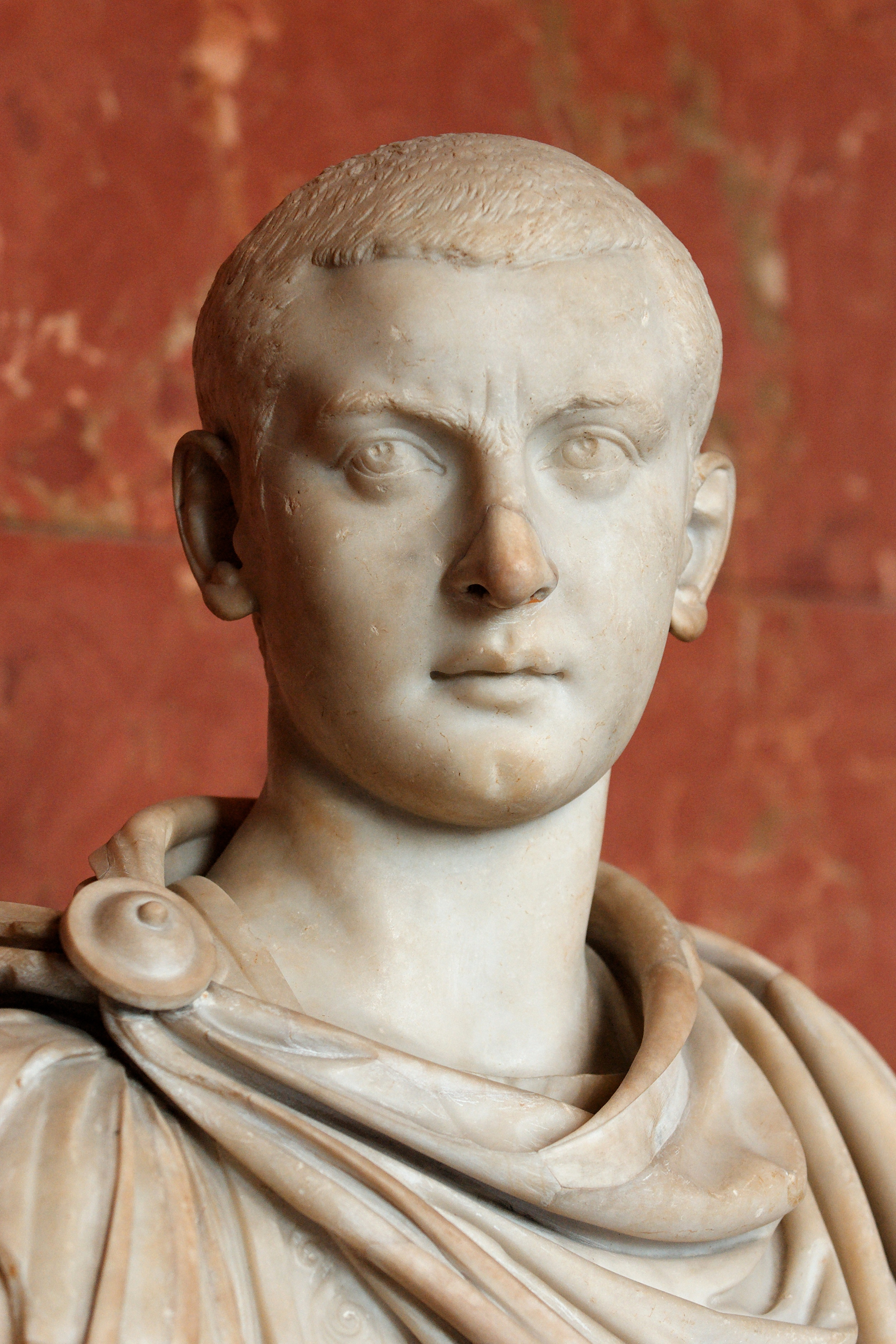
Gordiano III

- Gordiano I, imperatore romano
- Gordiano II, imperatore romano
- Gordiano III, imperatore romano